# Резолюция 191 на Съвета за сигурност на ООН
Резолюция 191 на Съвета за сигурност на ООН е приета на 18 юни 1964 г. по повод политиката на апартейд, провеждана от правителството на Южноафриканската република.
Като изразява сериозното си безпокойство от ситуацията в Южноафриканската република, породена от провежданата там правителствена политика на апартейд, която продължава да разстройва международния мир и сигурност, и като припомня и поддържа своите предишни резолюции по въпроса, осъждайки едновременно с това и отказа на южноафриканското правителство да се съобрази с тях, с Реозлюция 191 Съветът за сигурност отново осъжда политиката на апартейд на южноафриканското правителство и последните законодателни промени там, целящи да я закрепят. Съветът за сигурност призовава още веднъж южноафриканското правителство да се съобрази с призива за освобождаване на всички лица, задържани, интернирани или поставен под друг вид запрещение заради съпротивата им срещу апартейда в Южна Африка. В тази връзка Съветът спешно изисква от правителството на Южна Африка:
- да отмени екзекуциите на лица, осъдени заради действия, които са резултат от борбата им срещу апартейда;
- да амнистира всички лица, които вече са затворени, интернирани или подложени на друг вид ограничения заради съпротивата им срещу апартейда;
- да прекрати практиката да се арестуват лица, без предварително да им са повдигнати обвинения, без да им се осигури възможност да се ползват от защитник и без да им е предоставено правото на честен съдебен процес.

Вземайки под внимание докладите на Специалния комитет за политиката на апартейд на правителството на Южна Африка и заключенията, съдържащи се в доклада на групата експерти, назначена от генералния секретар съгласно Резолюция 182, и поддържайки най-вече главното заключение, до което достига тази група, а именно че трябва да се зачете мнението на целия южноафрикански народ, като по този начин му се даде възможност той сам да определи бъдещето на страната на национално ниво, Съветът за сигурност приканва южноафриканското правителство да приеме това заключение и да представи на генералния секретар своето мнение по въпроса не по-късно от 30 ноември 1964 г.
Резолюция 191 също така постановява да се създаде експертен комитет от представители на всички членове на Съвета за сигурност, който комитет да проведе техническо и практическо проучване върху осъществимостта, ефективността и последствията от мерките, които Съветът за сигурност би могъл да предприеме по въпроса в съответствие с Устава на ООН. Резолюцията упълномощава комитета да изисква необходимото сътрудничество от всички членове на организацията, които се задължават да му предоставят своето мнение по въпроса за необходимите мерки не по-късно от 30 ноември 1964 г. Резолюцията изисква в срок от три месеца след тази дата комитетът да представи на Съвета за сигурност своя доклад по поставената му задача.
На генералния секретар на ООН Резолюция 191 поставя задачата чрез сътрудничество с останалите органи на организацията да създаде програма за образование и професионална квалификация за целите на образованието и професионалната подготовка на южноафриканци зад граница.
В последната си част Резолюция 191 още веднъж призова всички държави да прекратят продажбата и доставките на оръжия, снаряжения и военна техника за правителството на Южна Африка и да предприемат необходимите според тях стъпки, които да принудят южноафриканското правителство да изпълни постановленията на резолюцията.
Резолюция 191 е приета с мнозинство от 8 гласа „за“, като трима от членовете на Съвета за сигурност – Чехословакия, Франция и Съветския съюз – гласуват с „въздържал се“.